# Alsóerdősori Bárdos Lajos Általános Iskola és Gimnázium
Az Alsóerdősori Bárdos Lajos Általános Iskola és Gimnázium Budapest VII. kerületében található.

## Történet
A tanintézmény 1965-től működik a 7. kerületi Alsóerdősor utcában, ekkor kapta nevét, az Alsóerdősori Ének-zene tagozatos Általános Iskolát. 1998-ban az iskola gimnáziummal bővült.
Az intézmény 2009-ben felvette Bárdos Lajos nevét. 
2008-ban megdöntötte a tömeges versmondás Guinness rekordját. 2008. április 11-én a Költészet Napján 635 tanuló és tanáraik mondtak az iskola aulájában. 
Az iskola tanulója volt többek között: Gundel Takács Gábor riporter, Várjon Dénes zongoraművész, Novák Péter előadóművész, Előd Álmos színész, Breinich Beáta operaénekes, Lisztes Jenő cimbalomművész, Kassovitz Artúr zeneszerző, Várhegyi Lucas Palmira énekesnő, Mészáros Márton újságíró, az Arany Medál díj alapítója, és Osbáth Norbert a PamKutyából.

## Igazgató
- Varga Gábor (1991-2011)
- Móri Árpádné (2011-)

## Igazgatóhelyettesek
- Keserűné Kováts Márta (2014-)
- Puszta Lajosné (2009-)
- Csőzik Istvánné (2011-2017)
- Encsy Istvánné (1996-2014)
- Burghardt Jenőné (1977-2009)
- Móri Árpádné (2003-2011)